# Natalia E. Woytasik

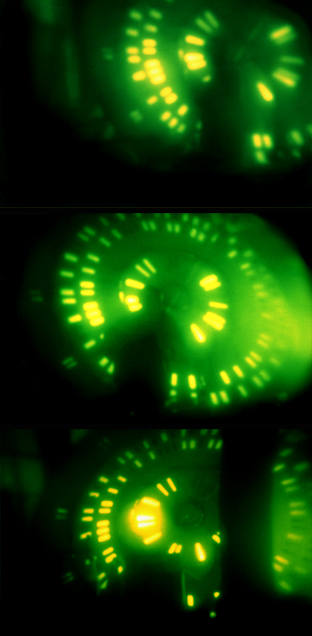
Fotografie Ufo von Natalia E. Woytasik Berlin 1998

Natalia E. Woytasik (* 8. März 1967 in Heidelberg) ist eine deutsche Fotografin, Malerin und experimentelle Musikerin im Bereich der Neuen Musik.

## Leben und Fotografie
Sie ist Enkelin eines polnischen Anarchisten und Tochter einer durch die Bolschewiki verfolgten, im Aufnahmelager des US-Militärs 1945 bei München untergekommenen Mutter (geboren in Moskau). Sie studierte an der Freien Kunstschule Rhein-Neckar in Mannheim.
Seit 1994 arbeitet Natalia E. Woytasik ausschließlich mit dem Nachtsichtgerät vom Typ Cyclop – I. Die faszinierenden Möglichkeiten dieses Gerätes nutzte sie für fotografische Arbeiten in Städten wie Moskau, London, und Berlin, um das dortige Straßen- und Nachtleben zu dokumentieren.
In Moskau war es das Saira Blanche Theatre, in London war sie hauptsächlich mit dem Nachtsichtgerät in den Museen Tate Gallery und British Museum unterwegs, da sie dort ein großes Archiv von Bildhauern und ihren Skulpturen, sowie antiken Gegenstände aufnehmen konnte.
Sie porträtierte mit dem Nachtsichtgerät den Literaten und Mitbegründer der Kommune 1 Ulrich Enzensberger, der zu dieser Zeit die Autobiographie Das Brennglas von Otto Rosenberg aufzeichnete. In Berlin porträtierte sie den Literaten Harry Hass, die Sängerin Marianne Rosenberg, die Musikerin und Radio-DJ Gudrun Gut, den Musiker und Songwriter Nikki Sudden, den Steel-Cellisten und Künstler Bob Rutman aus New York und die Künstlerkollegin Lisa Brown aus Kanada.
Von 1996 bis 2001 fotografierte sie die Berliner Kunstszene. Im Juli 2001 präsentierte sie in der Kreuzberger Galerie Transition die Ausstellung „Aquarium“, die 10 Monate lang ihre Fotografien der Künstler des Berliner Nachtlebens zeigte.

## Malerei

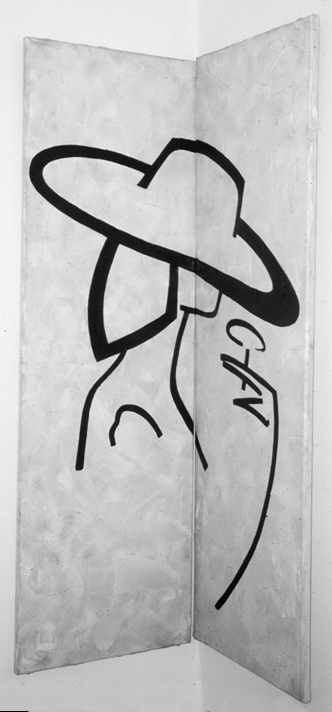
Öl, Silikon auf Leinwand Titel: Die Raucherin 1999

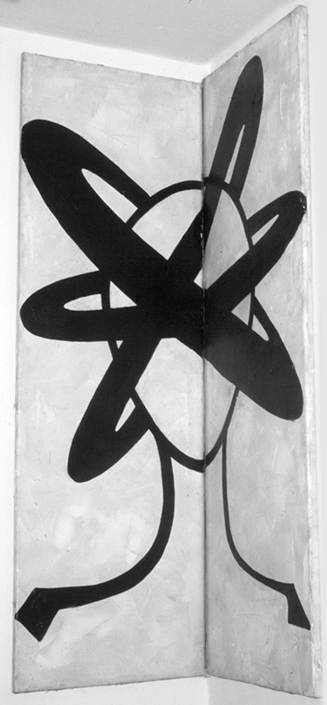
Öl, Silikon auf Leinwand Titel: Der Denker 1999

1997 entstand eine Serie von Eckmalereien. Die Malerei wurde ihr jedoch leid und sie beschloss, sich mehr und mehr der Fotografie zuzuwenden. Zitat: „Die Fotografie ist die Skizzierung zum Meisterwerk.“

## Experimentelle Musik
Von 1993 bis 1996 arbeitete Natalia E. Woytasik mit dem Komponisten Otfried Rautenbach zusammen, sie erhielt von ihm eine Bratsche, wurde somit eingeladen ihren musikalischen Beitrag mit zu teilen, was zu gemeinsamen Auftritten in Berlin und München führte. Außerdem spielte sie mit der experimentellen Musikgruppe „Das Projekt Krematorium“, die in dieser Zeit aufgrund der besonderen Akustik ausschließlich Konzerte in Unterführungen aufführte z. B. in Heidelberg, Berlin, Bremen.
Unter dem Titel „Das Spiel der Emotionistin“ trat sie am 15. September 1995 im Heidelberger Studenten-Karzer auf, auch spielte Natalia E. Woytasik auf Einladung des Künstlers Bernhard Schipper mit der ostdeutschen Musikgruppe „M“ in Bautzen.

## Mitglied in der Kunstbewegung NO!art
Seit 2003 ist Natalia E. Woytasik Mitglied der Kunstbewegung
NO!art diese Kunstbewegung wurde 1960 von den Künstlern Boris Lurie, Sam Goodmann und Stanley Fisher in New York gegründet. In der NO!art-Bewegung sind seit den 60er Jahren mehr als 50 Künstler involviert, darunter auch Enrico Baj und Wolf Vostell.

## Mitglied
- Das Projekt Krematorium Heidelberg (1994–1995),
- OR-Ton Filmgesellschaft Heidelberg (1994–1999),
- Manufaktur des Kunsthaus Tacheles Berlin (1999–2001)

## Ausstellungen
Auswahl
Einzelausstellungen:
- Body of Evidence – NY Raum für Kunst und Neue Musik, Bremen 1994
- Metro – Kunst Raum Bernd Böhlendorf, Heidelberg 1996
- Kunst Stück – Agentur Kunsttick, Berlin 2001
- Aquarium – Galerie Transition, Berlin 2001
- Ausflug – Galerie Tivoli, Berlin 2002
- Nudi – Universita Popolare del Cilento, Torre Orsaia Italien 2006
- Nostalgia – Palazzo Vecchio, Vibonati Italia 2007

Gruppenausstellungen:
- Bis zum Ende – Schokoladenfabrik Haaf, Heidelberg 1994
- 10 Jahre Ankauf der Stadt Heidelberg – Kulturamt/Kunstverein Heidelberg 1996
- Frauenkulturtage – Galerie Karlstor Bahnhof, Heidelberg 1996
- Grenzgänge – Galerie Mein Blau, Berlin 1998
- Das Institut – Galerie Das Institut des Fischbüro Headquarters, Berlin 1999
- Nebenfach Fotografie – Galerie Schautankstelle im RAW-Tempel, Berlin 2000
- GO TO NO!-ON SHOW – Galerie New York/Berliner Kunstprojekt, Berlin 2003
- Channing Channel – London Biennale Pollinations Berlin 2003
- King & Queens of Shows – Galerie ZeitZone, Berlin 2004
- Percorso – Comune di Vibonati Italien, Vibonati Italien 2006
- mbaralarte – Palazzo Vecchio, Vibonati Italia 2007

## Wichtige Werke
- Der Denker (1999)
- Die Raucherin (1999)
- 9× Schokoladenfabrik Haaf (1994); angekauft vom Kulturamt Heidelberg, Abb. im Katalog 10 Jahre Kunstankäufe der Stadt Heidelberg 1989–1998